# Модисткиња
Модисткиња или машамода је жена занатлија која се бави израдом женских шешира и других украса за женску главу какви су траке, машне, вештачко цвеће, као и крагне и други украси за хаљине. Мушке шешире израђују шеширџије. 
Модисткиња је, као и шеширџија, у Србији све мање, а шешире продају многи модни трговачки ланци. Данас су модисткиње углавном ангажоване на изради ексклузивних модела за модне ревије, а њихова знања и вештине незамењиви су код израде костима за позориште и филмску индустрију.

## Етимологија
„Mодисткиња” је галицизам (фр. modiste) и у француском језику означава трговкињу помодном робом, односно радницу која израђује помодну робу(женске шешире, фино рубље и друго).

## Историја
У историји женске моде шешир се појавио веома касно, у време Марије Антоанете крајем 18. века, као знак женске еманципације и равноправности. Читава два века пре него што су се појавили шешири, ношен је бонет – мала капа са меканим ободом или без њега, која уоквирује лице и обавезно има врпце за везивање испод браде. Најсличнија овом моделу је платнена капица за бебе.
Од краја 19. века и у мушкој и у женској моди шешир je био обавезан детаљ. Без шешира, израђеног од материјала који је у складу са годишњим добима и чији су облик и декорација условљени тренутном модом чак ни деца нису излазила из куће. Изаћи на улицу гологлав било је незамисливо.
Шешир је био обавезан детаљ и дамама у периоду између два светска рата и морао се слагати са осталим модним детаљима - ципелама, ташном, рукавицама. Женску моду шешира 20-их година 20. века означио је клош шешир, који је имао облик звона и украшаван је различитим детаљима. Наредне деценије јавили су се шешири који су откривали чело En vogue мале плитке токе, токе налик фесу, мали џокеј шешири, ловачки шешири, раскошни турбани, капе, беретке. Лети су ношени шешири од чипкасто плетене сламе са великим ободом, украшени вештачким цвећем, перјем, украсним штеповима, морнарске капе са лепршавим тракама и мали жирардо шешири, обавијени ешарпама и тракама. У Паризу је израда шешира постала више од заната и стекла статус уметности. Током 20-их и 30-их година 20. века у свету је радио велики број модискиња чији су шешири по дизајну и савршенству израде били више од аксесоара високе моде, као и познати модни креатори који су дизајнирали и шешире – Коко Шанел и Елза Скјапарели. Први велики успех Коко Шанел је постигла управо крацијом шешира какви се и данас носе. Елза Скајпарели је остала запамћена као авангардна дизајнерка. Своју машту исказивала је посебно у изради шешира, које је правила од пресованих новина, чак и у облику ципеле.

### Модисткиње у Србији
Модискиње се на територији данашње Србије појављују прво у Војводини. У Суботицу је први шешир донео Јакоб Микл из Француске, давне 1777. године. Најпре је овај модни детаљ гледан с великим чуђењем, али је убрзо постао неизоставни део свакодневице вишег слоја грађанског друштва. Шешири, нарочито дамски, постају ствар престижа и пола века касније у овом граду већ ради 11 мајстора са 5 калфи. Први списак занатлија с почетка 20. века броји осам модисткиња, а до почетка Другог светског рата регистровано је укупно 40 шеширџија и модисткиња. Занимљиво је да је производња мушких шешира, првенствено цилиндара, почела после дамских. Шешири су прављени ручно, од зечје длаке, вуне и сламе. Док се занатска производња женских шешира ширила и имала богату понуду, мушку израду врло брзо је почела да гуши индустријска производња. 
Шеширџијски занат се на територији уже Србије појавио средином 19. века у Београду. Прва модисткиња била је Персида Милошевић, која је дошла из Новог Сада 1848. Она је у свом салону у Београду израђивала шишире од свиле и сламе по „бечком укусу”. Каснијих година широм тадашње Србије почињу да ничу нове модистичке радње.
Модискиње су се, према природи своје делатности, налазиле на граници између заната и трговине. Женски шешири су се увозили, па су се наше машамоде углавном бавиле продајом увозних, потпуно опремљених шешира, а у својим радионицама су само поправљале и прерађивале старе шешире. После промене царинске тарифе, почетком 20. века, модискиње су почеле да увозе и калупе и прибор за њихову израду и израђују копије шешира из светских модних журнала. Прва модисткиња у Шапцу била је Катарина Васић 1889. године, а између два светска рата било је девет модиских радњи, у којима су се израђивали шешири и обучавали ученици. Занимљив је податак да је у периоду од 1933. до 1943. године 17 девојчица изашло на калфенски испит и стекло звање модиске помоћнице. Али, само једна је положила мајсторски испит, постала модисткиња и отворила своју радњу. Између два светска рата у Шапцу је радио само један шеширџија, Милорад Ристић, који се бавио продајом увозних и израдом, преправком, чишћењем, пеглањем, фарбањем мушких и женских шешира.
Избијањем Другог светског рата, затворен је велики број занатских радњи. Крај Другог светског рата је донео корените промене у југословенском друштву. Занатство је почело нагло да нестаје због појаве државних индустријских предузећа и индустријских производа. Промене су се одразиле и на модни систем, а шешири, као једно од обележја предратног грађанског друштва, готово ишчезавају из употребе, мада су се даме и даље држале својих обичаја. На глави се носе капе, качкети, беретке, не више као модни детаљ, већ као одевни предмет којим се штити глава. Послератни период био је погубан за сву аристократију, па тако и за њихов омиљени аксесоар. Занатлије гасе своје радње, а шешири су се углавном правили индустријски. Последња суботичка модискиња била је Ирена Балог (1920-1996), која је занат учила код дугмара Тибора Хитрија, а знање је усавршавала у салону Имреа Хидија у Будимпешти. Положивши испит за занатлије, најпре је изнајмила радњу под Градском кућом, а онда и отворила своју у Штросмајеровој улици, где је радила до краја живота. Последњшабачки шеширџија Матија Радош затворио је своју радњу 2006. године. Један део његовог шеширџијског алата откупио је београдски шеширџија Горан Милошевић, а остатак се данас чува у Народном музеју у Шапцу.